# تپه پیروزآباد
تپه پیروزآباد مربوط به دوران‌های تاریخی پس از اسلام است و در شهرستان قروه، روستای سوتپه واقع شده و این اثر در تاریخ ۲۵ اسفند ۱۳۷۹ با شمارهٔ ثبت ۳۶۶۴ به‌عنوان یکی از آثار ملی ایران به ثبت رسیده است.